# Piper PA-24
Die Piper PA-24 Comanche ist ein einmotoriges, viersitziges Leichtflugzeug mit Einziehfahrwerk des US-amerikanischen Flugzeugherstellers Piper Aircraft Corporation, welches als Schulungs- und Reiseflugzeug gebaut wurde. Die Fertigung wurde nach dem Hurrikan Agnes eingestellt, da die Fertigungshallen in Lock Haven (Clinton County, Pennsylvania) zerstört wurden.
Die PA-24 wurde von der PA-32 Cherokee Six und später der PA-32R Saratoga ersetzt.

## Varianten

### PA-24-400 (PA-26)
Um besser mit der Beechcraft Bonanza konkurrieren zu können, begann Piper 1959 mit dem Entwurf einer stärker motorisierten Variante unter der Bezeichnung PA-26 Comanche 400. Noch vor deren Erstflug am 17. März 1961 wurde diese zunächst in PA-24-380 umbenannt. Nachdem der zweite Prototyp mit einem stärkeren 294 kW (400 PS)-Motor am 2. Juni 1961 zum ersten Mal geflogen war, erhielt die neue Variante schließlich die Bezeichnung PA-24-400 Comanche. Die Serienproduktion begann 1963 und endete aufgrund schwacher Verkaufszahlen bereits 1964, nachdem insgesamt 148 Stück gebaut worden waren.

### PA-33

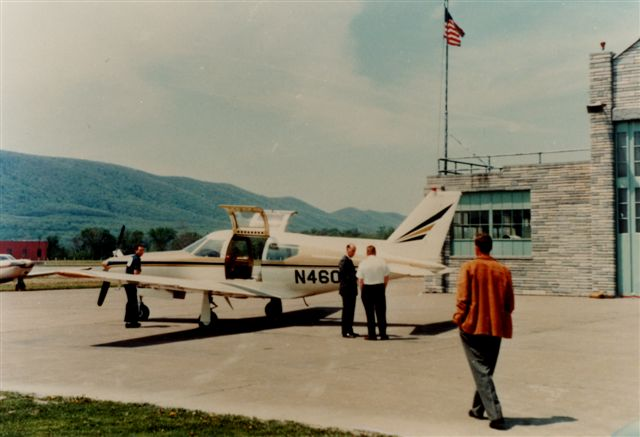
Prototyp PA-33

Im Jahr 1967 wurde eine PA-24 zu einem Prototyp mit der Bezeichnung PA-33 modifiziert. Sie erhielt eine Druckkabine und das Fahrwerk einer PA-30 Twin Comanche. Des Weiteren wurde sie mit einem Lycoming O-540 mit einer Nennleistung von 260 PS (191 kW) ausgestattet. Ihren Erstflug absolvierte sie am 11. März 1967. Am 24. Mai 1967 kollidierte die Maschine während des Startlaufs aufgrund einer Fehlfunktion der Bugradsteuerung mit zwei stehenden Flugzeugen und wurde zerstört. Das Projekt wurde danach aufgegeben.

## Technische Daten
| Kenngröße             | Daten (PA-24T-260 Turbo Comanche)                 |
| --------------------- | ------------------------------------------------- |
| Besatzung             | 1                                                 |
| Passagiere            | 3                                                 |
| Spannweite            | 10,97 m                                           |
| Länge                 | 7,62 m                                            |
| Höhe                  | 2,29 m                                            |
| Flügelfläche          | 16,54 m²                                          |
| Flügelstreckung       | 7,3                                               |
| Leermasse             | 859 kg                                            |
| max. Startmasse       | 1451 kg                                           |
| Antrieb               | ein Sechszylinder-Boxermotor Avco Lycoming IO-540 |
| Leistung              | 260 PS (191 kW)                                   |
| Höchstgeschwindigkeit | 389 km/h                                          |
| Dienstgipfelhöhe      | 7620 m                                            |
| Reichweite            | max. 2398 km                                      |